# Mattia Destro
Mattia Destro, född 20 mars 1991, är en italiensk fotbollsspelare (anfallare) som spelar för Genoa, på lån från Bologna.

## Karriär
Den 4 januari 2020 lånades Destro ut till Genoa på ett låneavtal över resten av säsongen 2019/2020.